# Канчук

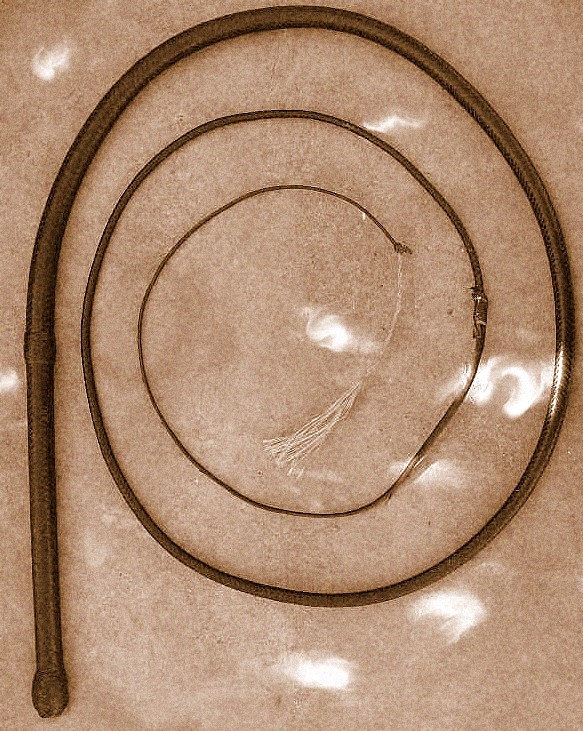

Канчу́к або камча (від тур. kamçɪ),«нагайка», рідше пліть — сплетені разом мотузки або ремені на руків'ї. Зазвичай являє собою кілька (найчастіше — від двох до дев'яти) плетених «хвостів» зі шкіри або іншого матеріалу, об'єднаних держаком. Довгий шкіряний канчук також називали малаха́єм, канчук з трьома хвостами — тройчаткою.
Історично вельми древній інструмент. Головним чином, є знаряддям тілесного покарання, використовується в роботі пастухами, у ряді випадків застосовується вершниками, зокрема козаками, для управління конем. За певних обставин, може бути і зброєю.
Також у середні віки вираз «канчук» мав загрозливий характер[джерело?].

## Покарання канчуками
Бичування канчуками було відоме ще в Стародавньому Римі (лат. flagellorum castigatio). Давньоримські канчуки робили з ременів з вузлами і свинцевими кульками; існували також так звані «кісткові канчуки» (flagella talaria), у які вв'язували гострі баранячі кістки: покарання ними могло бути смертельним. 
У Російській імперії (наприклад - серед російских та українських панів, та серед козаків) - як і в США (та інших англійських британских колоніях) у пору рабовласництва - тобто до 1865 року - покарання канчуками було найчастішим засобом кари за тяжкі провинності. 
Це було альтернативою до ув'язнень та каторжних робіт, та застосовувалось частіше до незаможних людей.
В США покарання канчуками було звичайною методою покарання рабів.
За звичай, канчук складався з дерев'яного руків'я і плетива в палець завтовшки (до 1839 року — з двома хвостами, після — з трьома). У XVII столітті покарання канчуками стало широко використовуватися церковними судами. У практиці світських судів канчуки з'являються на початку XVIII ст. і грають дедалі більшу роль. Порівняно з батогом канчуки вважалися більш «м'якою» карою і застосовувалися у випадку менш тяжких злочинів. Канчуками карали державних злочинців (Таємною канцелярією), учасників Лопухінської справи, Пугачовського бунту, Чумного бунту (які не скоїли вбивств), збунтованих кріпаків і фабричних робітників, вбивць за пом'якшувальних обставин, неповнолітніх — за важливі злочини. Після скасування Уложенням 1845 року покарання батогом канчуки стають найвищим тілесним покаранням і призначаються в кількості 80-100 ударів при каторжних роботах, 10—30 ударів при засланні на поселення; тоді ж канчуки скасовуються як захід поліцейського стягнення. У 1863 році канчуки виключають з градації покарань, але на кінець XIX століття вони зберігалися для покарання засланокаторжних (в'язнів) і засланопоселенців (засланих) чоловічої статі. У 1903 році покарання канчуками для цих категорій караних замінені покаранням різками, що проіснувало до 1917 року.